# Ashraf Amgad El-Seify
Ashraf Amgad Mohammed El-Seify (in arabo أشرف أمجد الصيفي‎?; Ašraf Amǧad aṣ-Ṣaifī; Egitto, 20 febbraio 1995) è un martellista egiziano naturalizzato qatariota.

## Biografia
Nato in Egitto, si trasferisce in Qatar nel 2011 dove viene invitato ad allenarsi dopo aver ottenuto un titolo nel paese natale a soli 14 anni. Una volta ottenuta la piena cittadinanza, poco dopo inizia a gareggiare internazionalmente per il paese mediorientale riportando due vittorie sia Campionati asiatici juniores che ai Mondiali juniores del 2012, occasione in cui ha stabilito un nuovo record mondiale under 20.

Come parte della squadra seniores di atletica leggera ha preso parte a numerose competizioni continentali finendo spesso sul podio, tra cui si annovera la medaglia d'oro conquistata in Indonesia ai Giochi asiatici. A livello mondiale ha preso parte ad alcune finale dei Mondiali e si è classificato sesto ai Giochi olimpici di Rio de Janeiro 2016.
Suo fratello minore, Ahmed Amgad Elseify, è anch'egli un lanciatore.

## Palmarès
| Anno | Manifestazione                    | Sede           | Evento              | Risultato | Prestazione | Note                                  |
| ---- | --------------------------------- | -------------- | ------------------- | --------- | ----------- | ------------------------------------- |
| 2012 | Campionati asiatici juniores      | Colombo        | Lancio del martello | Oro       | 80,85 m     |                                       |
| 2012 | Mondiali juniores                 | Barcellona     | Lancio del martello | Oro       | 85,57 m     | Miglior prestazione mondiale under 20 |
| 2013 | Campionati asiatici               | Pune           | Lancio del martello | 10º       | 63,29 m     |                                       |
| 2013 | Mondiali                          | Mosca          | Lancio del martello | 26º (q    | 69,70 m     |                                       |
| 2013 | Giochi della Francofonia          | Nizza          | Lancio del martello | Bronzo    | 72,88 m     |                                       |
| 2014 | Campionati asiatici juniores      | Taipei         | Lancio del martello | Oro       | 79,71 m     |                                       |
| 2014 | Mondiali juniores                 | Eugene         | Lancio del martello | Oro       | 84,71 m     |                                       |
| 2014 | Giochi asiatici                   | Incheon        | Lancio del martello | Finale    | nm          |                                       |
| 2015 | Campionati arabi                  | Manama         | Lancio del martello | Oro       | 73,68 m     |                                       |
| 2015 | Campionati asiatici               | Wuhan          | Lancio del martello | Argento   | 76,03 m     |                                       |
| 2015 | Mondiali                          | Pechino        | Lancio del martello | 9º        | 74,09 m     |                                       |
| 2016 | Giochi olimpici                   | Rio de Janeiro | Lancio del martello | 6º        | 75,46 m     |                                       |
| 2017 | Giochi della solidarietà islamica | Baku           | Lancio del martello | Bronzo    | 73,17 m     | [ 5 ]                                 |
| 2017 | Mondiali                          | Londra         | Lancio del martello | 23º (q)   | 71,87 m     |                                       |
| 2018 | Giochi asiatici                   | Giacarta       | Lancio del martello | Oro       | 76,88 m     |                                       |
| 2019 | Campionati asiatici               | Doha           | Lancio del martello | Argento   | 73,76 m     |                                       |
| 2019 | Mondiali                          | Doha           | Lancio del martello | 9º        | 75,41 m     |                                       |
| 2021 | Campionati arabi                  | Radès          | Lancio del martello | Argento   | 71,30 m     |                                       |
| 2021 | Giochi olimpici                   | Tokyo          | Lancio del martello | 26º (q)   | 71,84 m     |                                       |
| 2023 | Giochi asiatici                   | Hangzhou       | Lancio del martello | Argento   | 72,42 m     |                                       |

## Altre competizioni internazionali
2018
- 5º in Coppa continentale ( Ostrava), lancio del martello - 74,08 m